# Passi
Passi, właśc. Passi Ballende (ur. 21 grudnia 1972 w Brazzaville) – francuski raper pochodzenia kongijskiego. Zyskał popularność w połowie lat 90. XX wieku będąc członkiem zespołu Ministère AMER. Znany również z występów solowych i projektów Bisso na Bisso oraz Dis l’heure 2 zouk.

## Życiorys
Passi urodził się 21 grudnia 1972 w Brazzaville, w Kongo. W 1979 roku jego rodzina przeprowadziła się do Sarcelles, na przedmieścia Paryża. Tuż po skończeniu szkoły średniej stworzył zespół Ministère AMER wraz z kolegą ze szkoły, raperem Stomy Bugsy. Ich pierwszy album Pourquoi tant de haine? ukazał się w 1992 roku. Żeby skupić się na muzyce, Passi zdecydował się przerwać naukę na uniwersytecie w Nanterre, gdzie studiował rolnictwo. W 1994 roku, zespół wydał kolejną płytę 95200.
Pierwszy solowy album – Les tentations, sprzedany w liczbie 450 tysięcy egzemplarzy Passi wydał w roku 1997. Dwa lata później ukazała się płyta Racines stworzonego przez niego projektu o nazwie Bisso na Bisso. Nazwa projektu pochodzi od wyrażenia w używanym w Kongu języku Lingala i oznacza Tylko między nami. Projekt miał na celu współpracę raperów francuskich pochodzenia afrykańskiego. Tego samego roku ukazał się jego drugi solowy album Genèse.
W 2002 roku Passi został poproszony o nagranie hymnu Pucharu Narodów Afryki wraz z kongijskim piosenkarzem Papa Wemba. Jego trzeci solowy album ukazał się w roku 2004. We wrześniu 2007 roku miała miejsce premiera płyty Évolution. Wcześniej, tego samego roku ukazała się płyta Révolution, lecz nie była wydawana przez profesjonalną wytwórnię.

## Dyskografia
| - 1997: Les Tentations - 2001: Genèse - 2004: Odyssée - 2007: Révolution - 2007: Évolution - 1992: Ministère AMER – Pourquoi Tant de Haine - 1994: Ministère AMER – 95200 |  | - 1998: Bisso Na Bisso – Racines Poniżej ukazane są albumy Passi jako producenta. - 2002: Dis l’heure 2 Rimes - 2003: Dis l’heure 2 Zouk - 2004: Dis l’heure 2 Ragga Dancehall - 2005: Dis L’Heure 2 Afro Zouk vol.1 - 2006: Dis L’heure 2 Hip Hop/Rock |